# Ugo I di Tubinga

Stemma di famiglia

Ugo I di Tubinga (prima del 1100 – 1152 ca.) fu conte palatino di Svevia dal 1146 fino alla sua morte. Fu anche conte di Tubinga e di Nagold come Ugo V.

## Biografia
Ugo discendeva dalla casata dei conti di Nagold, che dalla fine dell'XI secolo possedevano il titolo comitale anche su Tubinga. Nel 1146, probabilmente in virtù della sua fedeltà alla dinastia Hohenstaufen, il re dei Romani Corrado III lo nominò conte palatino di Svevia. Così, Ugo I successe ad Adalberto, figlio del conte palatino di Svevia Manegoldo il Vecchio e ultimo discendente della propria casata, e rese Tubinga il centro principale della contea palatina di Svevia.
A quel tempo, il titolo di conte palatino rendeva il suo possessore un rappresentante del re di Germania all'interno dei ducati originari, facendogli acquisire un'importanza gerarchica superiore a quella di tutti gli altri conti e seconda solo a quella del duca. In tal modo i conti palatini assumevano una sorta di funzione di controllo  per conto del sovrano, acquisivano il diritto di esercitare l'ufficio di giudice in nome del re, insieme ai diritti di caccia, di dogana e il diritto di conio, come dimostra il Pfennig di Tubinga coniato per la prima volta nel 1185.
Ugo I riuscì a vincere la disputa sull'eredità dei conti di Bregenz, ottenuta grazie al matrimonio di suo figlio Ugo II con l'ultima erede del casato. In seguito, cercò di far acquisire importanza a Bregenz rispetto a Lindau, costruendovi una fortezza e creando un mercato cittadino. Nonostante i suoi sforzi, il suo progetto non riuscì e alla sua morte, avvenuta attorno al 1152, il suo erede Federico II spostò la sua residenza a Feldkirch, dove fu costruito il castello di Schattenburg.

## Matrimonio e figli
Ugo I si sposò con Emma, figlia del conte di Zollern Federico I. La coppia ebbe quattro figli:
- Federico, conte palatino di Svevia dal 1152 al 1162[1];
- Ugo (1115 – 1182), conte palatino di Svevia dal 1152 al 1182;
- Enrico (1118 ca. – 7 aprile 1167), morì in Italia in seguito a un'epidemia;
- Adelaide (1120 ca. – ...), che sposò il conte di Dachau Corrado, appartenente alla dinastia di Scheyern-Wittelsbach, che possedeva il ducato di Merania.[2][3]